# Aplosonyx monticola
Aplosonyx monticola es un coleóptero de la familia Chrysomelidae. Fue descrita científicamente por primera vez en 1925 por Bowditch.